# Ogród Zoologiczny w Odessie
Ogród zoologiczny w Odessie – ogród zoologiczny założony w 1938 roku w Oddesie. Ogród ma powierzchnię 5,9 ha, zamieszkują go 1560 zwierzęta z 252 gatunków.